# بندر دغريري
بندر دغريري مواليد 10 يوليو 1988 في السعودية، هو لاعب كرة قدم سعودي.
لعب سابقاً في نادي القلعة و انتقل إلى نادي ضمك عام 2015 و إنتقل إلى نادي العروبة في عام 2017 و انتقل إلى نادي أبها في عام 2018 .